# Palpita
Genre
Palpita est un genre de lépidoptères (papillons) de la famille des Crambidae.